# 欧阳沂

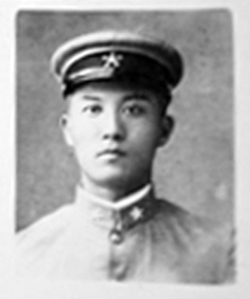

欧阳沂（1877年—1922年12月）字曾浴，云南曲溪县（今属建水县）人，中华民国军事将领。

## 生平
1877年，欧阳沂生于曲溪县。自幼在家乡念私塾。27岁时，欧阳沂考取官费留学日本。最初，在振武学堂学习，后来进入日本陆军士官学校学习工科。在校期间，欧阳沂加入中国同盟会。欧阳沂和同学顾品珍、唐继尧等人结成异姓兄弟。1908年，云南河口起义，云南籍留日学生很高兴，但不久数名同学因曾表示支持起义而被取消官费资格。留学生们怀疑是唐继尧告密，欧阳沂乃同顾品珍痛斥唐继尧。告密者无从考证，但自此唐继尧对顾品珍、欧阳沂心存芥蒂。 
1908年，欧阳沂毕业回国，奉派赴安徽担任一闲职。1911年，欧阳沂回到云南，被云贵总督李经羲任命为开化镇总兵。同年，昆明重九起义成功，欧阳沂响应并立下战功。根据李根源的提议，云南军都督蔡锷任命欧阳沂为步兵第三团团长，仍驻开化。 
1914年，唐继尧继任云南都督，将欧阳沂解除军职，并命其返回省城昆明，任审计处处长。 1911年11月，袁世凯称帝前夕，欧阳沂被唐继尧派到军队任下级军官。1916年5月，唐继尧任命欧阳沂为护国挺进军参谋长。不到一个月，欧阳沂被调任护国第五军第二梯团长。不久，改任第一梯团长。 
1918年11月，唐继尧出省督师，以行营的名义命令欧阳沂回云南，任云南陆军讲武学校教官。 
顾品珍掌握云南大权后，欧阳沂仍留在讲武学校当教官，顾品珍乃授其少将军衔。1923年3月，顾品珍战死于宜良鹅毛寨，唐继尧返回昆明，任靖国联军总司令兼云南省省长。顾品珍的不少部下开始逃亡，但欧阳沂不为所动。  
1922年12月初的某日上午，欧阳沂和弟弟欧阳汉在家中，一名士官请欧阳沂赴昙华寺，称唐继尧在昙华寺等欧阳沂。欧阳汉要求和哥哥同往。二人在赴昙华寺途中，在大树营村口遭枪击身亡。事后，唐继尧表示要追查凶手，但后来不了了之。欧阳沂的妻子带孤儿欧阳维乾回到老家建水躲避。 

## 著作
- 欧阳沂，恋海之恶波澜，中华书局，1915年